# Egotismus
Egotismus (entlehnt dem engl. egotism, frz. égotisme) bezeichnet die übertriebene Neigung, sich selbst in den Vordergrund zu stellen. In der Psychologie wird er klar von Egoismus und Egozentrismus abgegrenzt, bildungssprachlich aber teils synonym zu Egoismus verwendet.

## Herkunft
Geprägt wurde der Begriff 1714 von dem englischen Essayisten Joseph Addison. In seinen literarisch-moralischen Wochenschriften kritisiert Addison mit dem Begriff den überzogenen Gebrauch des Ich-Pronomens und der egozentrischen Eigendarstellung mancher seiner Zeitgenossen. Im 18. Jahrhundert war es kaum üblich, in literarischen Werken das Wort „ich“ zu benutzen. So schreibt beispielsweise Horace Walpole 1764 im Vorwort zur zweiten Auflage seines Romans Das Schloss von Otranto: „Die geneigte Aufnahme, deren die Lesewelt diese kleine Erzählung würdigte, fordert den Dichter auf, die Grundsätze zu erklären, nach welchen er sie verfertigte.“ Die Verwendung der „dritten Person“ statt des Wortes „ich“ hindert den Autor jedoch nicht daran, sich selbst, bis dahin der Öffentlichkeit als Politiker bekannt, schon im ersten Satz als „Dichter“ zu bezeichnen und eine weitschweifige Selbstdarstellung folgen zu lassen. 
Der Begriff wurde 1832 von dem französischen Schriftsteller und Philosophen Stendhal (1783–1842) in seinem autobiografischen Text Souvenirs d’Égotisme (dt. Erinnerungen eines Egotisten) aufgegriffen und in einen ehrlichen und einen abscheulichen Egotismus differenziert. Mit dem ehrlichen Egotismus hinterfragt er kritisch sein eigenes literarisches Wirken und die Wichtigkeit seiner Botschaft, während er den abscheulichen Egotismus im Sinne Addisons deutet.
Egotismus ist heute im Sprachgebrauch oft mit seinen negativen Konnotationen belegt. Der Begriff beschreibt die Motivation, für sich selbst nur positive Eigenschaften in den Vordergrund zu stellen und diese weitschweifig und verstärkt zu beschreiben. Dies kann zu Selbstüberschätzung und Realitätsverlust führen. In Bezug zur Umwelt kann sich Egotismus destruktiv auswirken und oft das Gegenteil von dem erreichen, was ursprünglich durch die Selbstdarstellung bezweckt werden sollte. Der Egotismus ist in diesem Sinne nahe verwandt mit dem Narzissmus, einem Begriff, der 1914 von Sigmund Freud als psychologischer Fachbegriff eingeführt worden ist.